# Ganz KCSV–5
A BKV Ganz CSMG villamosainak első korszerűsített típusa a KCSV5-ös. Ezen program keretében 1994-ben egy jármű került felújításra, a hányattatott sorsú 1303-as pályaszámú Ganz CSMG villamos.
A KCSV5-ből nem lett széria, de 1996-ban az üzemi tapasztalatai alapján elkezdődött a KCSV–7-es program. 30 darab kocsit alakítottak át a KCSV5-öshöz képest jóval komfortosabbá.

## Az 1303-as balesetei
A KCsV 5-ös (Korszerűsített Csuklós Villamos-5) prototípus története egy végzetes balesettel kezdődött.
1984. július 31-én az 1303-as pályaszámú ipari csuklós kisiklott, s oly mértékben károsodott, hogy a BKV Fehér úti műhelyébe vontatták, hogy kijavítsák.
A jármű javítása után a próbapályán egy nagy sebességű próbánál egyszerűen fék nélkül nekiütközött a pálya végén lévő földkúpnak és a felsővezetéktartó oszlopnak. Az ütközés következtében a járművezető életét vesztette. Valószínűsíthető, hogy a fékhibát az ipari csuklósok konstrukciós hibája okozhatta: a gyengeáramú hálózat a kor technikai szintjéhez képest elég elmaradott színvonalú volt, pedig a menet-fék hengerek átállítását az akkumulátor segítségével végzi a villamos. Azaz ha menetről nem áll át fékre a henger, akkor az üzemi fékezés nem hajtható végre. Az akkumulátor működésképtelenségének egy másik negatív vonzata, hogy a sínfék (ez egy elektromágnes törzs, mely a sínszálra fejt ki súrlódó fékhatást) is használhatatlan, valamint akkoriban a villamosok kézifékkel voltak felszerelve. Ami csak az első forgóvázra fejtett ki fékhatást és nagy sebességnél lényegében semmit sem ér. (Ma már rugóerőtárolós rögzítőfékeket alkalmaznak, amelynek az alapállapota a befékezett helyzet, de ezek sem alkalmasak arra, hogy a villamost nagy sebességről egynél több alkalommal megállítsák) .
Ezen baleset után az 1303-as kocsi közel egy évtizedig félre volt állítva.

## A KCSV–5 története

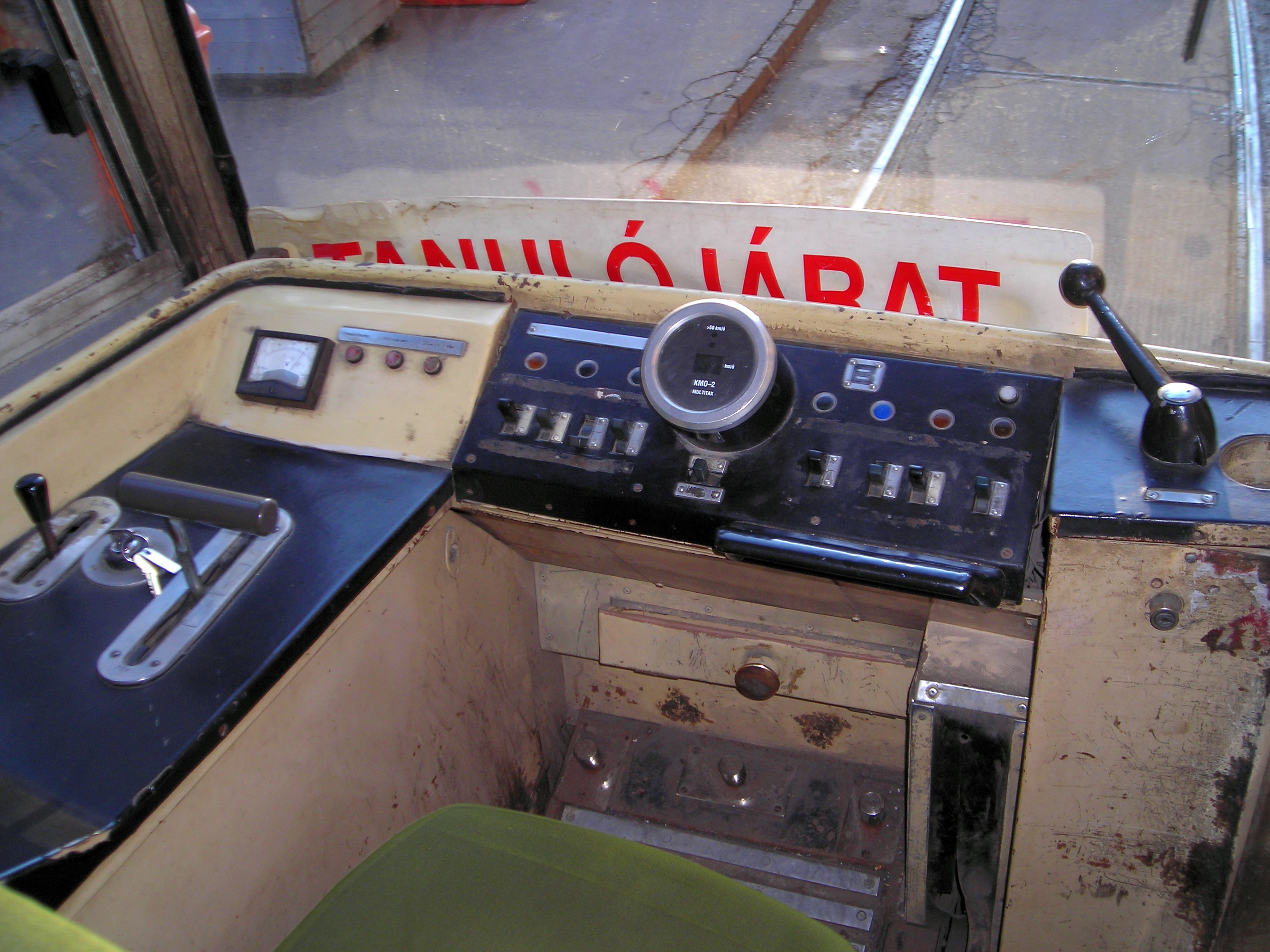
A KCsV–5 1303 vezetőfülkéje

Az 1990-es évek elején merült fel az ipari csuklósok komolyabb szintű felújításának igénye. Ezekben szerepelt többek között az utastér megújítása (például fűtés beépítése), az egyenáramú szaggató beépítése és a vezetőfülke komfortosabbá tétele. A nagy elképzeléseket viszont különféle módon ki kellett próbálni; a legnagyobb újítást az egyenáramú szaggató jelentette. A kísérletekre a félreállított 1303-ast szemelték ki a Ganz-Ansaldo és Ganz-Hunslet szakemberei. A KCSV-5-ös típusú villamosból egyedül a prototípus 1303-as készült el. Az 1303-as GTO tirisztoros egyenáramú szaggatót kapott, melynek nagy előnye volt, hogy rángatásmentes és finomabb indítást tett lehetővé, mint a kortársai, illetve fékezéskor energiát tudott vissza táplálni a hálózatba.
A próbakörök előre meghatározott vonalakon (13-as, 23-as, 36-os illetve 37-es) történtek 1994-ben. Az 1303-as 1994. szeptember 5-én került (vissza) Ferencváros kocsiszín állományába.
Kísérleti jármű lévén rengeteg műszaki hibája akadt. Köztük voltak egyszerűbb hibák (például az utastéri világítást nem lehetett felkapcsolni), de akadtak olyanok is, melyek komolyabb problémákra vezethetőek vissza (az egyenáramú szaggató kiforratlansága miatt). A járműre beosztott vezetők nem is nagyon kedvelték a megbízhatatlansága miatt. Sokáig elég bizonytalanul működött rajta a féküzem. A vezetőfülke sem volt komfortosabb a társainál, meglehetősen hűvös tudott lenni telente. A vezetőpult is megőrizte a legrégebbi ipari csuklósok negatív tulajdonságait. Az ajtó-oldalválasztó olyan rossz helyen van, hogyha egy gyakorlatlanabb járművezető rosszul használja, téves oldalon nyithatja ki az ajtót, amellyel komolyabb baleseteket is okozhat.
Előnyei közé lehet sorolni, hogy rendkívül fürge a Ganz csuklósokhoz, vagy KCSV–7-esekhez képest. Működés közben valamelyest halkabb is, mint a hagyományos ipari csuklósok. Indításnál a KCSV–7-hez hasonló, jellegzetes egyenáramúszaggató-hangot lehet hallani.

## A KCSV–5 ma
A BKV a járművet 2009. július 1-jével az 1403-as és 1405-ös ipari csuklósokkal együtt törölte állományából. 1967. október 1-jei üzembeállítása óta a félreállítások miatt csak 1,24 millió kilométert tett meg, ami alacsonynak számít.
Ferencváros kocsiszín leginkább a 24-es vonalra adta ki; amennyiben éppen stabil, megbízható állapotban volt; utasokat is itt szállított utoljára 2007 januárjában.
A villamost a balesetet szenvedett 1405-ös pályaszámú ipari csuklóssal együtt 2009-ben eladásra kínálta fel a BKV azzal feltétellel, hogy a KCSV5-öst meg kell őrizni az utókornak. 2010-ben a Magyar Villamosvasút-történeti Egyesület (MaViTE) bejelentette, hogy megvásárolja az 1303-ast, és jó műszaki állapotának köszönhetően két éven belül felújítja.

## Különlegességek a járműben
A KCSV5 külsőben alig különbözik a hagyományos Ipari csuklós villamosoktól.
- A legfeltűnőbb különbség a tetőn látható: fél-pantográf áramszedő és az elektronika nagy, szögletes dobozai.
- 1994 és 1999 között nem a Budapesten megszokott szabvány sárga színű volt a villamos. Felújításakor vörös színűre fényezték. Az egyik oldalán "Ganz-Hunslet", a másikon pedig "Ganz-Ansaldo" reklámfelirat volt olvasható.
- Menet-fék hengert már nem tartalmaz, mint a Ganz csuklósok, de irányváltó hengert még igen. (A KCSV-7-eseken már egyik hengert sem alkalmazták.)
- A vezetőfülke a mai szemmel nézve puritánabb, ugyanis csak egy függönnyel és egy plexi paravánnal van elválasztva az utastértől (télen emiatt is hűvösebb a többihez képest).
- Két üléssel kevesebb van az utastérben, mert a helyükre számítógép modulokat tároló dobozokat helyeztek (A köznyelv ezeket gúnyosan pelenkázónak nevezi).
- Az Ikarus 260 és 280 típusú buszokon használatos 1/2 arányban eltolható ablakokat építettek be a régi lehúzhatók helyére. Ezek az ablakok nem azonosak sem a KCSV-7 típusokon alkalmazott, sem az ICS-kbe utólag beépített ablakokkal. Utastéri fűtés és fénycső világítás viszont még nem került bele. A plafon lyukacsos farostlemez borítású, középen szellőzőcsatornával, és fehér színűek a kapaszkodók.
- A vázmerevítés céljából egy kivételével az összes ajtó körül térelválasztó lapok vannak felszerelve, melyek egészen az ajtók tetejéig érnek. (Néhány ICS-n is találunk térelválasztókat, ezek azonban csak kb. 60 cm magasak.)

### YouTubevideók
- KCSV5 - 1303. YouTube
- KCSV5 - 1303. YouTube